# 佩德·巴尔克
佩德·巴尔克（挪威語：Peder Balke，1804年11月4日—1887年2月5日），是一位挪威画家，以其浪漫及戏剧性的挪威风景画而著称。

## 部分画作

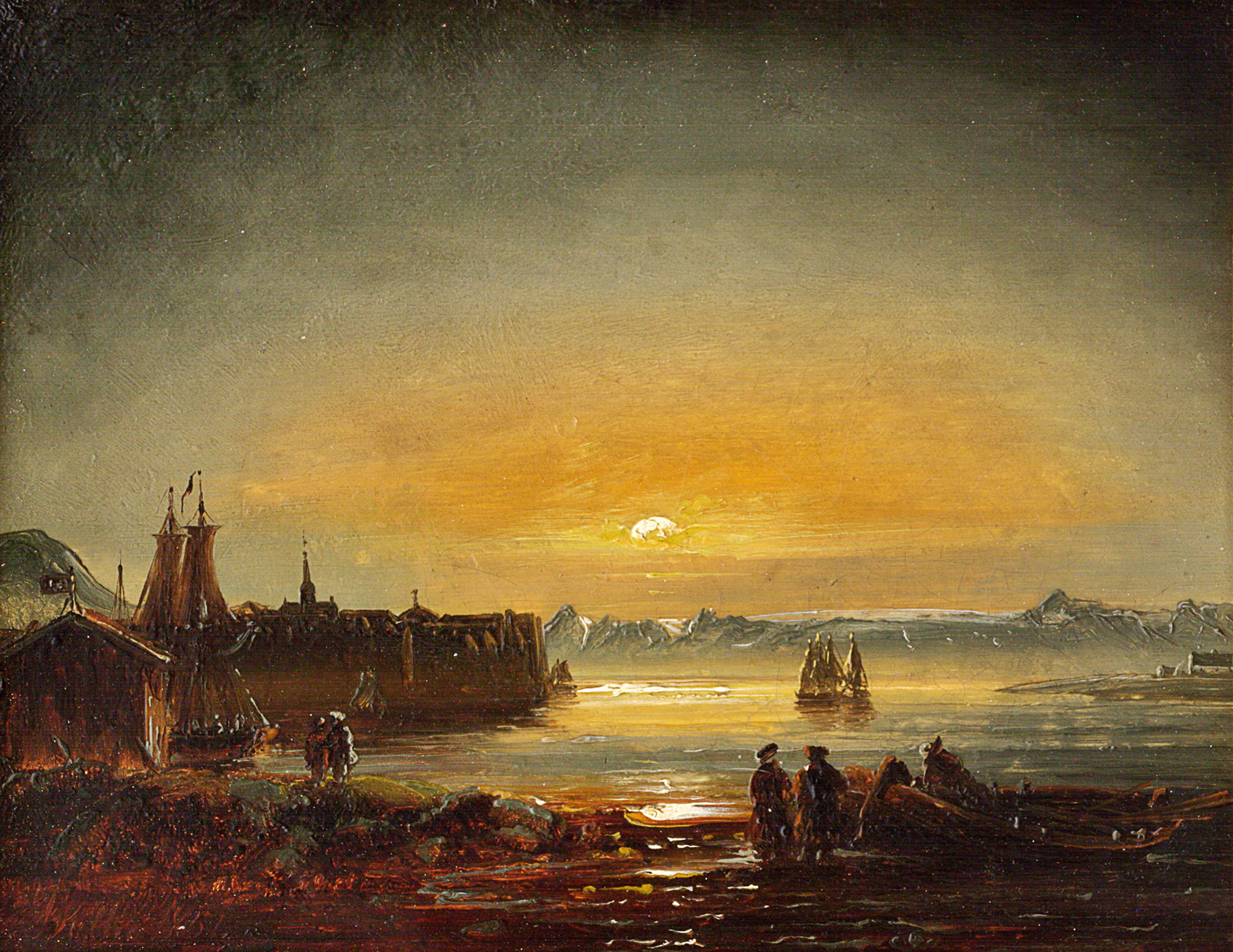
《哈默弗斯特附近》 (1851年)
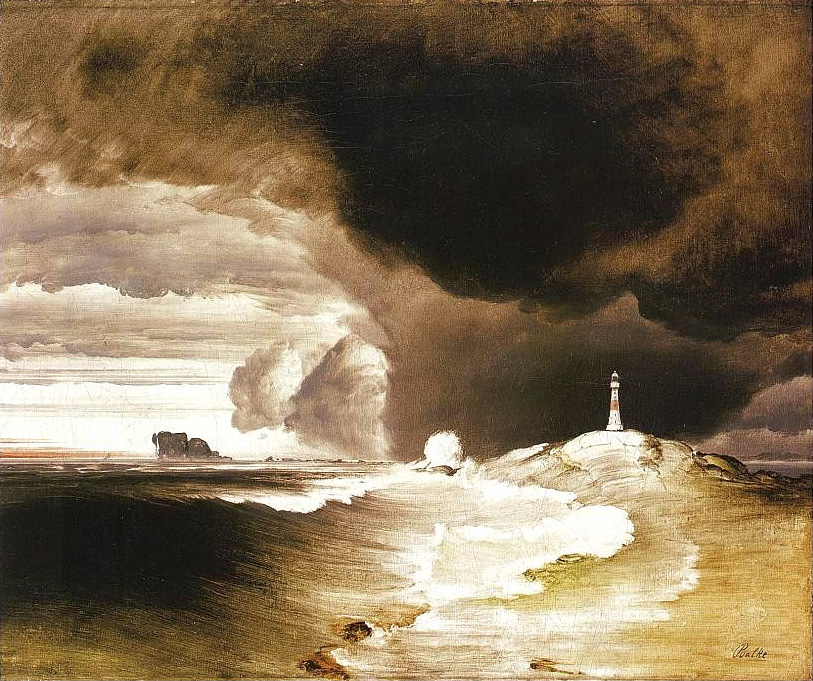
《挪威海岸上的灯塔》 (约1860年)
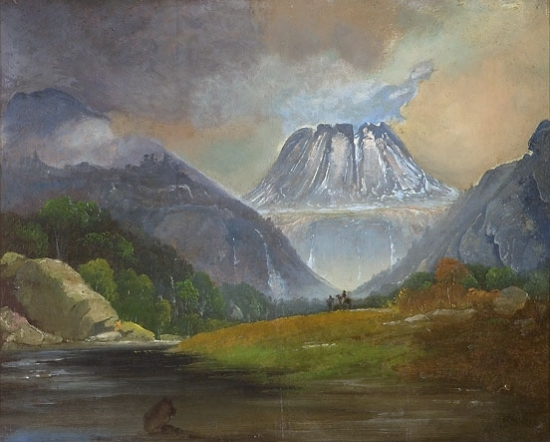
《Gaustatoppen》 (约1858年)
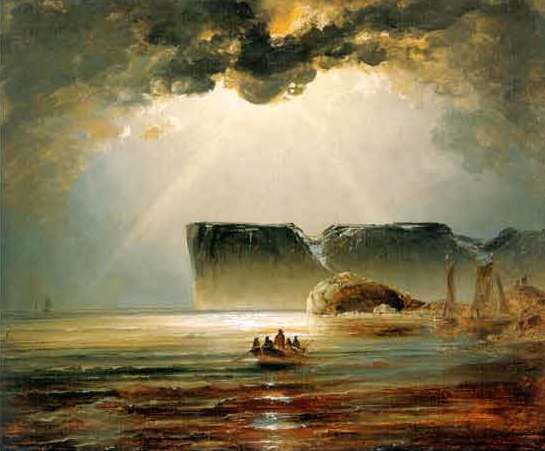
《北角》 (约1840年)
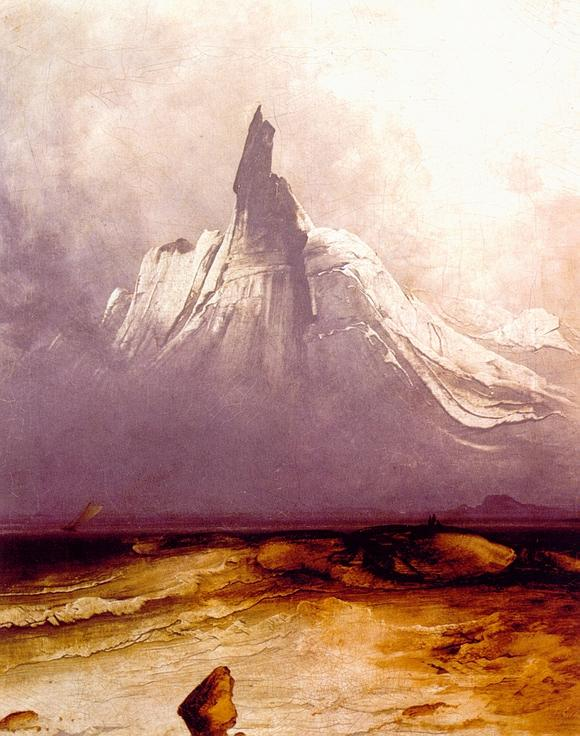
《Stetind in Fog》 (1864年)
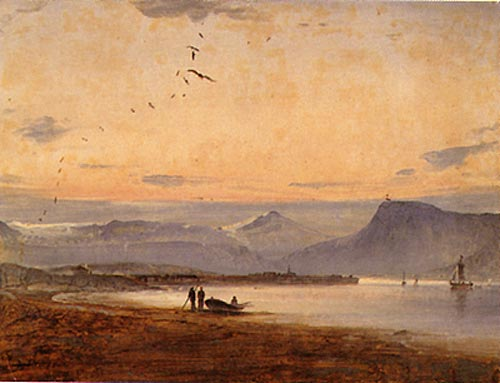
《特罗姆瑟》
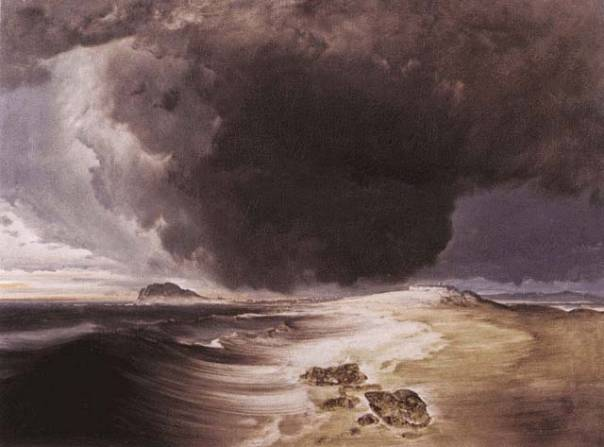
《瓦尔德城堡》 (约1870年)